# Diocèse de Xuan Loc

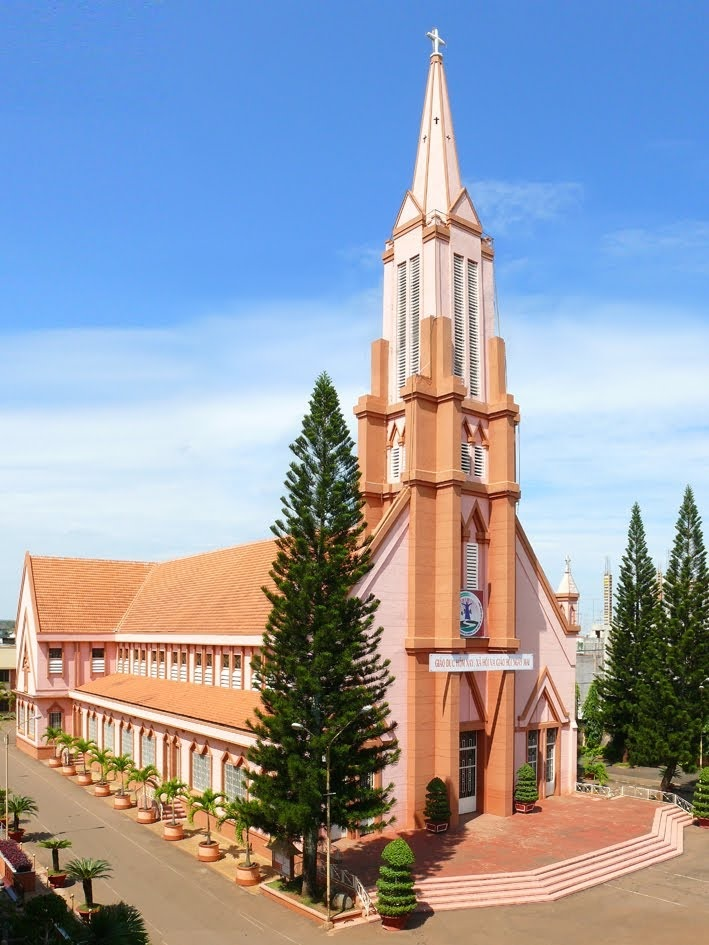
Cathédrale de Xuân Lộc.

Le diocèse de Xuan Loc (en latin: Dioecesis Xuanlocensis, en vietnamien: Giáo phận Xuân Lộc) est un territoire ecclésial de l'Église catholique au Viêt Nam, suffragant de l'archidiocèse d'Hô-Chi-Minh-Ville (Saigon).

## Territoire
Le diocèse se trouve dans la partie méridionale de la province de Đồng Nai au sud du Viêt Nam, où existe une forte minorité de catholiques. Son territoire, qui s'étend sur 5.955 km², est divisé en 225 paroisses. Son siège se trouve à la cathédrale du Christ-Roi de Xuân Lôc. Ce diocèse est l'un des plus dynamiques du Viêt Nam.

## Historique
Le diocèse est érigé le 14 octobre 1965 par la bulle Dioecesium partitiones de Paul VI, recevant son territoire de l'archidiocèse de Saïgon.
Le 22 novembre 2005, il cède une partie de son territoire au nouveau diocèse de Ba Ria.
Les étudiants qui poursuivent leur formation de futurs prêtres sont accueillis au séminaire Saint-Joseph de Xuân Lôc.

## Ordinaires
- Joseph Lê Van Ân † (14 octobre 1965 - 17 juin 1974 décédé).
- Dominique Nguyên Van Lang † (1er juillet 1974 - 22 février 1988 décédé).
- Paul-Marie Nguyên Minh Nhât † (22 février 1988 - 30 septembre 2004).
- Dominique Nguyên Chu Trinh (30 septembre 2004-7 mai 2016)[1].
  - Joseph Đình Đúc évêque coadjuteur (4 juin 2015- 7 mai 2016).
- Joseph Đình Đúc  (7 mai 2016-16 janvier 2021).
- John Do Văn Ngân (depuis le 16 janvier 2021).

## Statistiques
- En 1970, le diocèse comptait 272 646 baptisés (34,2 % de la population) pour 158 prêtres (134 diocésains et 24 réguliers), ainsi que 109 religieux et 711 religieuses dans 12 paroisses.
- En 2000, le diocèse comptait 882 750 baptisés (30,7 % de la population) pour 277 prêtres (222 diocésains et 55 réguliers), ainsi que 263 religieux et 1 585 religieuses dans 218 paroisses.
- En 2010, le diocèse comptait 861 035 baptisés[2] (35,4 % de la population) pour 373 prêtres (271 diocésains et 105 réguliers), ainsi que 355 religieux et 1 726 religieuses dans 225 paroisses.
- En 2014, le diocèse comptait 921 489 baptisés (30,5 % d'une population de 3 020 800), 246 paroisses, 498 prêtres (359 diocésains et 139 séculiers), 447 religieux et 1809 religieuses, 168 séminaristes[3].

## Adresse postale
- B.P. 11, Toa Giam Muc, Y-70 Hung Vuong, Thi Tran Xuan Loc, Long Khanh, Dong Nai, Viêt Nam.